# Азиз, Омар
Омар Азиз (араб. عمر عزيز‎; 18 февраля 1949 — 16 февраля 2013), также известный под псевдонимом или кунья Абу Камель (араб. كامل ابو‎) — сирийский интеллектуал и революционер-анархист. Он известен своим вкладом в создание местных координационных комитетов на ранних этапах Сирийской революции и гражданской войны и сочинениями, пропагандирующими горизонтальную организацию.

## Биография
Омар Азиз родился в обеспеченной семье в Дамаске в 1949 году. Он изучал экономику в Университете Гренобля во Франции, а затем успел поработать в секторе информационных технологий в Саудовской Аравии и США. Он был женат и имел троих детей.
Азиз вернулся в Сирию в ответ на начало Сирийской революции в 2011 году и быстро включился в организацию местных общин, которые сопротивлялись асадистским властям. Несмотря на свой почтенный возраст и проблемы со здоровьем, он лично вовлекался в процессы, активно работал с местными жителями и принимал участие в распределении гуманитарной помощи. За время своего участия в революции Азиз отметил разрыв между политическим движением и повседневной жизнью людей, что побудило его предложить создавать местные советы, где общины могли бы самоорганизовываться и самостоятельно управлять своими делами, не находясь под контролем государства.
В ноябре 2011 года он опубликовал проект предложения по самоорганизации под названием «Формирование местных советов». В своём некрологе Будур Хассан утверждал, что эта идея советов была вдохновлена трудами Розы Люксембург, в то время как ливанский автор Джои Аюб отметил, что многие элементы предложений Азиза были отражены в структурах Автономной администрации Северной и Восточной Сирии (также известной как Рожава), созданной леворадикальными сирийскими курдами в 2013 году. Другой сирийский анархист Надер Атасси описал видение Азиза, как «[вдохнуть] жизнь в работу местных советов», хотя и отметил, что на практике многие советы не смогли реализовать истинное самоуправление, вместо этого ограничившись работой со СМИ и оказанием помощи. Азиз опубликовал переработанное и расширенное издание «Формирования местных советов» в феврале 2012 года.
Азиз лично участвовал в создании четырёх советов в пригородах Дамаска, первый из которых находился либо в Барзе, либо в Аль-Забадани. 17 октября 2012 года он помог создать совет в Дарайе — крупном центре политического сопротивления режиму, где в августе правительственные войска устроили массовую бойню мирных жителей. 120 членов совета должны были избирать исполнительный орган каждые шесть месяцев, причём глава совета и его заместитель должны были избираться открыто, широкой общественностью. Однако с ноября 2012 года Дарайя подверглась серьезной осаде со стороны государственных сил.
20 ноября Азиз был арестован у себя дома в Эль-Меззе сотрудниками разведывательного управления ВВС Сирии. Перед своей смертью он, как сообщается, отметил, что сирийские советы уже просуществовали дольше, чем Парижская Коммуна. Азиз содержался в тюрьме Меззех до 12 февраля 2013 года, после чего был переведен в тюрьму Адра. По словам очевидца, его физическое состояние резко ухудшилось. Азиз рассказал тому, что подвергался жестокому обращению и пыткам со стороны тюремной администрации, к тому же страдал от ряда старых заболеваний. Он умер 16 февраля — вскоре после того, как его отправили на лечение в военный госпиталь Хараста. Сообщения о его смерти распространялись в течение следующих нескольких дней, а 22 февраля о его смерти официально сообщила организация Human Rights Watch в ответ на информацию от родственника.

## Наследие
Хотя советы продолжали существовать и размножаться после смерти Азиза, система советов вскоре оказалась под угрозой со стороны исламистских фракций, которые во многих случаях захватывали контроль над местными советами, кооптировали их или подминали под себя. Продолжались атаки со стороны проасадовских сил, которые были нацелены на общественную инфраструктуру на территории советов, такую как больницы, школы и пекарни. Хотя по состоянию на май 2016 года некоторые советы всё ещё оставались нетронутыми, совет в Дарайе, в котором Азиз принимал непосредственное участие, пал под натиском сил Асада в августе 2016 года.
Хотя возникновение советов получило мало освещения и вообще внимания на международном уровне, а отдельной критике подвергалось игнорирование событий в Сирии со стороны многих западных левых, работа Омара Азиза освещалась в некоторых изданиях, таких как Fifth Estate и Unicorn Riot, и обсуждалась такими авторами, как сирийско-британская правозащитница и левая публицистка Лейла Аль-Шами. В научных источниках был отмечен вклад Азиза в народную самоорганизацию на ранних этапах гражданской войны в Сирии.